# Запалений ліхтар
«Запалений ліхтар» — радянський художній фільм 1983 року режисера Агасія Айвазяна, знятий на кіностудії «Вірменфільм».

## Сюжет
Фільм-біографія про життя відомого художника-самоучки Вано Ходжабекяна з Тифліса початку XX століття.

## У ролях
- Володимир Кочарян — Вано Ходжабекян
- Віолетта Геворкян — Вера, дружина Вано
- Генріх Алавердян — Банкутузян
- Карл Мартиросян — Цакуле
- Абессалом Лорія — Мікіртум, ліхтарник
- Леонард Саркісов — Гаспареллі

## Знімальна група
- Режисер — Агасій Айвазян
- Сценарист — Агасій Айвазян
- Оператор — Левон Атоянц
- Композитор — Тигран Мансурян
- Художник — Григорій Торосян